# Кобилянкі (Великопольське воєводство)
Кобилянкі (пол. Kobylanki) — село в Польщі, у гміні Скульськ Конінського повіту Великопольського воєводства.
Населення — 231 особа (2011).
У 1975-1998 роках село належало до Конінського воєводства.

## Демографія
Демографічна структура станом на 31 березня 2011 року:
|          | Загалом | Допрацездатний вік | Працездатний вік | Постпрацездатний вік |
| -------- | ------- | ------------------ | ---------------- | -------------------- |
| Чоловіки | 128     | 39                 | 80               | 9                    |
| Жінки    | 103     | 18                 | 66               | 19                   |
| Разом    | 231     | 57                 | 146              | 28                   |